# Egremont (Massachusetts)
Egremont város az USA Massachusetts államában, Berkshire megyében. Lakosainak száma 1372 fő (2020. április 1.).

## Népesség
A település népességének változása:

| 2010 | 1 225 |
| 2020 | 1 372 |